# Стандарти вищої освіти
Станда́рти ви́щої осві́ти

## Система стандартів вищої освіти
Систему стандартів вищої освіти складають державний стандарт вищої освіти, галузеві стандарти вищої освіти та стандарти вищої освіти закладів вищої освіти.
Стандарти вищої освіти є основою оцінки якості вищої освіти та професійної підготовки, а також якості освітньої діяльності закладів вищої освіти незалежно від їх типів, рівнів акредитації та форм навчання.

### Державний стандарт вищої освіти
Державний стандарт вищої освіти містить складові:
- перелік кваліфікацій за відповідними освітньо-кваліфікаційними рівнями;
- перелік напрямів та спеціальностей, за якими здійснюється підготовка фахівців у закладах вищої освіти за відповідними освітньо-кваліфікаційними рівнями;
- вимоги до освітніх рівнів вищої освіти;
- вимоги до освітньо-кваліфікаційних рівнів вищої освіти.

### Галузеві стандарти вищої освіти
Галузеві стандарти вищої освіти містять складові:
- освітньо-кваліфікаційні характеристики випускників закладів вищої освіти;
- освітньо-професійні програми підготовки;
- засоби діагностики якості вищої освіти.

### Стандарти вищої освіти закладів вищої освіти
Стандарти вищої освіти закладів вищої освіти містять складові:
- перелік спеціалізацій за спеціальностями;
- варіативні частини освітньо-кваліфікаційних характеристик випускників закладів вищої освіти;
- варіативні частини освітньо-професійних програм підготовки;
- варіативні частини засобів діагностики якості вищої освіти;
- навчальні плани;
- програми навчальних дисциплін.

Порядок розроблення стандартів вищої освіти та внесення змін до них, а також здійснення контролю за їх дотриманням
визначається Кабінетом Міністрів України.

## Історичні засади системності вищої освіти
Задовольняючи свої потреби людство діє, перетворює навколишній світ і створює цивілізацію, рівень якої залежить від видів та рівнів діяльності окремої людини. Зміни видів та рівнів діяльності, їх угрупування та значущість для суспільства визначає зміну етапів цивілізації і, таким чином, впливає на зміни ролі освіти, яка зворотнім чином впливає на зміни етапів цивілізації.
На будь-якому з етапів розвитку цивілізації людство завжди намагалося структурувати (тобто: систематизувати, стандартизувати) існуючий на ті часи освітній процес завдяки, за наведеним висловом В. П. Беспалько[1. С.54]. використанню «неявних» або «псевдостандартів» — програм, підручників тощо. Зрозуміло, структура та вигляд цих «неявних стандартів» відповідала уявленню тодішніх учасників освітнього процесу щодо них.

### Часи псевдостандартів
До практики таких стандартів людство приходило у різні часи, незважаючи на значні розбіжності у соціокультурних умовах та традиціях:
- часи глибокої давнини — елементи «псевдостандартів» можна знайти в давньоєгипетських папірусах, ассирійських клинописних глиняних табличках, китайських сувійках, в яких формулювались вимоги до освіти та фахової підготовки державних чиновників, служителів храмів тощо;
- античні часи - вживання «неявних стандартів» ще більше поширилось: вони відображали не тільки вимоги до підготовки чиновників, військовиків, інженерів тощо, а й уявлення про чесноти громадянина рабовласницької держави. До наших часів дійшли, говорячи сучасною мовою, програми інженерних шкіл, шкіл риторів, граматиків, філософів, кіфаристів тощо;
- часи середньовіччя — характеризуються загальним занепадом світської освіти. Стандарти освіти феодальної еліти були зведені до семи чеснот шляхетної людини («сім рицарських чеснот»). Проте церковні школи намагалися підтримувати досить високі стандарти освіти за сімома напрямами («сім вільних мистецтв»). У пізньому середньовіччі з послабленням феодальної замкнутості, із розквітом міст як осередків ремесел та торгівлі, церковні школи вже були не в змозі задовольнити освітні потреби численного прошарку ремісничих та купців, іншого вільного люду, що в межах боротьби з монополією церковної освіти призвело до появи магістратських шкіл та університетів.
- часів епохи Відродження — коли на тлі великих географічних відкриттів Земля стала кулею, із розвитком ремесел, мистецтв, торгівлі клас буржуазії, що народжувався, почав боротьбу з церковно-релігійним світоглядом. У стандартах освіти на перший план висувається її гуманістична спрямованість. Але ці стандарти стосувалися лише соціальної верхівки суспільства.
- часів соціальних революцій та розвитку капіталістичних відносин — бачення стандартів як складових систем освіти, що виконують функції своєрідного еталона освіти та фахової підготовки, укоренялося у та набирало вагу в суспільстві, особливо, коли держава брала на себе функції регулювання освітніх процесів. Стандарти тоді приймали вигляд добре структурованих та формалізованих навчальних планів, програм та навчальних текстів.
- часів епохи промислової та науково-технічної революцій — з ростом різноманіття освітніх потреб та задовольняючих їх освітніх практик, що відбувалися впродовж останніх двох сторіч, суспільство зажадало освітні стандарти вже як соціально-педагогічний феномен, що задовольняє потреби в упорядкованому (тобто, системному) різноманітті форм, типів та видів освіти. Освітні стандарти стають способом нормування освіти та фахової підготовки, мірою їх якості[1. С.9-10].

### Сучасний час унормування СВО

#### Особливості та розбіжності СВО
Відповідно до[2-3]  систему вищої освіти (СВО) можна визначити як сукупність взаємодіючих послідовних стандартів вищої освіти; ВНЗ усіх форм власності; інших юридичних осіб, що надають освітні послуги у галузі ВО; органів, які здійснюють управління у галузі ВО, і підвідомчих їм наукових, проектних, виробничих, клінічних, медико-профілактичних, культурно-освітніх організацій та установ, які забезпечують функціонування і розвиток СВО. Усі складові системи повинні бути визнанні уповноваженим органом держави.
Розбіжності в кінцевих цілях вітчизняної й західноєвропейських СВО, до недавнього часу визначали не тільки розбіжності у їх побудові та принципах діяльності, а по суті, визначали розходження у стратегії досягнення цих цілей (розходження у освітніх стратегіях). особливості використовуваних освітніх стандартів, а саме:
- для більшості країн світу з ринковою економікою особливістю СВО є просторове і часове відокремлення здобуття академічної кваліфікації від професійної кваліфікації.

Відповідно до рекомендацій[3] програма вищої освіти — курси навчання, що визнаються уповноваженим органом держави як складова її СВО, і по завершенню яких студент отримує кваліфікацію ВО. Відповідно до Міжнародної Стандартної Класифікації Освіти [4] (надалі — ISCED) незалежно від типу ВО, в межах якої здійснюється класифікація тієї чи іншої програми, певна програма класифікується у залежності від спрямованості її змісту на програми академічної орієнтації та на програми фахової орієнтації.
Тобто, за такою СВО, у вищих навчальних закладах (надалі — ВНЗ) після завершення програми ВО випускник отримує диплом — документ про здобуття академічної кваліфікації, що дає йому право чи на подовження освіти за академічно-орієнтованою програмою більш високого рівня, чи на підготовку за фахово-орієнтованою програмою для набуття у відповідних навчальних закладах професійних компетенцій — необхідного обсягу й рівню знань та практичного досвіду їх застосування у певній галузі діяльності.
При цьому для, так званих, регульованих професій у галузі оборони та безпеки, державного управління, медицини, освіти, права обов'язковим є наявність відповідного сертифікату або/та ліцензії на право здійснення фахової діяльності. У деяких країнах перелік таких професій розширюється за рахунок професій у галузях міжнародних відносин, релігії, а також професій інших галузей, які держава вважає важливими з точки зору збереження соціальної та економічної стабільності країни.
Характерним для побудови та принципів діяльності СВО фахово-орієнтованої академічної освіти країн із ринковою економікою є:
По-перше, їх стратегія диктується особливостями розвиненої ринкової економіки й використання демократичних принципів управління державою і підтримувати складну і ресурсно-витратну СВО, яка практично задовольняє потреби кожної окремої особистості й суспільства в цілому.
По-друге, у світі не існує бодай двох таких країн, що мають однакові СВО за побудовою та принципами діяльності, але усі вони мають ознаки роз'єднання у часі та просторі процесів освіти та фахової підготовки.
По-третє, умови ринкової економіки виключають державне регулювання структури та обсягів підготовки фахівців із будь-якою освітою.
По-четверте, держава зазвичай регулює тільки правила та встановлює умови взаємовідносин ринку праці та ринку освітніх послуг, за винятком певних секторів цих взаємовідносин, що впливають на національну безпеку, у тому числі — збереження соціальної та економічної стабільності, що мають відношення до регульованих професій в межах відповідальності держави з формування структури та обсягів підготовки, здійснення відповідного фінансування. При цьому, державне (бюджетне) фінансування саме фахової підготовки скоріше виключення, ніж правило завдяки принципу академічної автономності на ринку освітніх послуг ВНЗ, який більш мобільно реагує на зміни кон'юнктури ринку праці, ніж державні інституції[5. С.11].
ВНЗ за принципом академічної автономії пропонують на ринку освітніх послуг різноманітні програми ВО фахової орієнтації, що конкурують поміж собою за ознаками їх привабливості як для тих, хто здобуває освіту, так і для потенційних роботодавців. Тому, для таких країн, є проблематичним існування державного стандарту вищої освіти (ДСВО) у вигляді узгоджених поміж собою переліків професійних кваліфікацій та спеціальностей ВО з однієї сторони та галузевого стандарту вищої освіти (ГСВО) з іншої у вигляді нормативно-методичних документів, що регламентують зміст фахової освіти та навчання і що є обов'язковими до виконання будь-яким ВНЗ країни.
Кожна національна СВО таких країн виробила відповідні освітні технології, що базуються на врахуванні певних організаційних та педагогічних принципів, а саме: технології проектування змісту освіти і його трансформацій у зміст навчання; технології навчання і фахової підготовки; технології педагогічного контролю різних форм і видів тощо. У цьому сенсі можна говорити про існування за своєю ідеологією аналогічних стандартам вищої освіти вищих навчальних закладів України.
Поширення набула кредитно-модульна форма організації навчального процесу, сутність якої у тому, що студент самостійно обирає й може працювати з однією або декількома із запропонованих йому комплексних програм ВО, що містять у собі цільову програму дій, інформаційний блок і методичне супроводження для досягнення поставленої дидактичної мети.
У переважній більшості західних ВНЗ успішність навчання за такою технологією визначається об'єктивними засобами вимірювання (наприклад, тестовими технологіями). У разі позитивних результатів педагогічного контролю студентові зараховується заліковий кредит. Отримання студентом визначеної сукупності кредитів (засвоєних модулів) є підставою для присвоєння йому певної академічної кваліфікації, що дає право чи на продовження освіти за академічно орієнтованою програмою більш високого рівня, чи на здобуття професійної кваліфікації у закладах післядипломної освіти або інших призначених для цього установах.
За умов академічної автономії ВНЗ навіть однієї і тієї ж країни, не говорячи про ВНЗ різних країн, мають зовсім несхожі стандарти. А це заважає роботодавцям розумітися на змісті та структурі підготовленості випускника ВНЗ не тільки з іншої країни, а і зі своєї.
То є однією з проблем Болонського процесу, що не сприяє забезпеченню академічної мобільності студентів та викладачів у Європейському регіоні. І цю проблему як раз можна вирішити шляхом регіональної стандартизації модулів, тобто шляхом розроблення, узгодження та використання регіональних освітніх стандартів, за своєю ідеологією аналогічних галузевим стандартам вищої освіти України.
- для України (а також більшості країн, що виникли на пострадянському просторі) характерне просторове й часове поєднання здобуття академічних та професійних кваліфікацій, тобто національна СВО забезпечує громадянам здобуття вищої фахової освіти. Підготовка фахівців у такій СВО здійснюється за ступеневою системою. Для будь-якого ступеня визначені професійна та академічна кваліфікації, що здобуваються громадянами одночасно під час засвоєння відповідної освітньо-професійної програми певного освітньо-кваліфікаційного рівня та відповідного до нього освітнього рівня[2].

Їх здобуття підтверджується дипломом та додатком до нього — документом про ВО, який є одночасно і сертифікатом, і, в більшості випадків, ліцензією. При цьому у дипломах термін кваліфікація використовується виключно у значенні, що використовується у документах національної системи праці, наприклад, у ДКП, який ґрунтується на основних засадах та концепціях ISCO, що розроблена Міжнародною організацією праці з метою вирішення питань контролю та аналізу міжнародної міграції, міжнародного набору та працевлаштування трудящих-мігрантів, приведення у відповідність записів у трудових книжках та посвідченнях про освіту до вимог державної класифікації.
На відміну від систем вищої фахово-орієнтованої академічної освіти, що притаманні країнам із розвитою ринковою економікою, країни з плановою економікою або з економікою перехідного типу, у переважній більшості, мають системи вищої фахової освіти.
В Україні, практично до кінця ХХ століття, стратегія вітчизняної СВО, як спадок, диктувалася особливостями раніше існуючої планової економіки СРСР й використання адміністративно-командних принципів управління державою, що давало можливість мати прагматичну, ефективну і відносно дешеву систему вищої фахової освіти. Вона, не зважаючи на деяку заідеологізованість, надзвичайно добре себе зарекомендувала, поставляючи у галузі народного господарства кваліфікованих фахівців, здатних вирішувати амбітні завдання, які ставили перед ними саме влада а не ринок праці.

#### СВО та ринок праці
Після другої світової війни в умовах глобалізації світової економіки спостерігалася тенденція до зближення стандартів вимог до найманих працівників, що використовувалася у сфері праці різних країн. Особливо це стосувалося соціально важливих або небезпечних видів економічної діяльності, на кшталт транспорту, де міжнародна спільнота у межах відповідних конвенцій виробила жорсткі вимоги не тільки до структури та рівня професійної підготовки, а і до самої системи підготовки. Якщо будь-яка країна не дотримувалася цих вимог, то, наприклад, її кораблі, літаки тощо мали певні обмеження щодо користування повітряним, водним або наземним простором інших країн-підписантів відповідних конвенцій, і навпаки, кораблі, літаки тощо країн-підписантів намагалися не користуватися повітряним, водним або наземним простором цієї країни.
На відміну від різноманіття типів національних СВО побудова та принципи діяльності систем праці більшості країн світу, в основному, відповідають хартіям, конвенціям та рекомендаціям Міжнародної організації праці та інших міжнародних організацій. Робота (праця) завжди має об'єктну або/та функціональну спрямованість.
Перелік об'єктів праці наданий у Класифікаторі видів економічної діяльності Статистичної Комісії Європейського Союзу (надалі — NACE) і Міжнародній стандартній галузевій класифікації видів економічної діяльності Організації Об'єднаних Націй (надалі — ISIC).
Перелік професій працівників, праця яких спрямована на той чи інший об'єкт праці, або які здійснюють ту чи іншу функцію, наданий у ISCO.
Переліки об'єктів праці та професій, що характерні для даної країни, зазвичай зосереджується в національних класифікаторах, що гармонізуються з ІSCO, NACE та ISIC.
Вимоги до працівників — у галузевих довідниках, що описують кваліфікаційні характеристики конкретних посад, документах фахових асоціацій, у договірних документах між роботодавцями і найманими робітниками або профспілками тощо. У цих документах обов'язково вказуються вимоги до виду та рівня фахової підготовки (до професійної кваліфікації) і виду та рівня відповідної освіти (до академічної кваліфікації).
Але усі вони не мають відношення до документів, що безпосередньо регламентують освітню діяльність СВО. Тому у залежності від типу кожна країна для національного СВО виробила свій тезаурус, що дозволяє їй вільно спілкуватися як у середині системи, так і із системою праці.
Так, наприклад:
- для системи фахової освіти в тезаурусах поряд із термінами фах, професійна кваліфікація тощо оперують таким терміном, як спеціальність, що характеризує:

-   у сфері праці — особливості спрямованості й специфіку роботи в межах фаху (зміст задач професійної діяльності, що відповідають кваліфікації);
- у сфері освіти — спрямованість і зміст навчання при підготовці фахівця (визначається через узагальнений об'єкт діяльності або виробничу функцію та предмет діяльності фахівця і відображає, насамперед, вид його діяльності й сферу застосування його праці).
Тобто, спеціальність у сфері освіти є адекватним відображенням наявної у сфері праці спеціальності та кваліфікації.
- для системи вищої фахово-орієнтованої академічної освіти із зрозумілих причин в тезаурусах термін спеціальність узагалі не використовують, а здебільш оперують термінами кваліфікація вищої освіти, програма вищої освіти, спеціалізація програми вищої освіти тощо. При цьому термін професійна кваліфікація також не використовується.

Замість нього розпочав широко вживатися термін компетенції для визначення інтегрованих характеристик рівня підготовленості випускників. Цей термін виступає як категорія результату освітнього процесу, як новий тип цілеутворення при проектуванні освітніх систем.

#### Система стандартів вищої освіти
Здобувши незалежність у 1991 році, Україна отримала від Радянського Союзу у спадок його СВО, в тому числі й систему стандартів вищої освіти (ССВО), з усіма їх перевагами та недоліками.
Розвиток ССВО України з 30-х років минулого сторіччя до часів отримання нею незалежності умовно можна поділити на декілька етапів.

##### Перший етап: розвиток ССВО до 1991 року
Після різноманіття паралельно існуючих за часи царату систем фахової освіти, на теренах Радянського Союзу в умовах жорсткого директивного регулювання усіх, без винятку, галузей економіки держави, виникла система вищої фахової освіти, функції та структура якої майже не змінювалися впродовж ХХ сторіччя.
§     Державний стандарт вищої освіти
Державний стандарт вищої освіти являв собою узгоджені по між собою переліки професійних кваліфікацій та спеціальностей вищої освіти, що за поданням галузевих Народних Комісаріатів Союзу РСР та союзних республік розроблявся Всесоюзним комітетом по справах вищої школи при Раді Народних Комісарів СРСР (надалі — ВКВШ) та затверджувався постановою Ради Народних Комісарів СРСР (надалі — РНК СРСР, зміни назв органів державного регулювання, що здійснювалися під час адміністративних реформ упродовж існування СРСР).
Номенклатура спеціальностей, їх назви встановлювались на підставі аналізу номенклатури продуктів діяльності галузей економіки держави — об'єктів діяльності відповідних фахівців. Потрібні кваліфікації — на підставі аналізу тарифно-кваліфікаційних довідників, що розроблявся сферою праці відповідно до номенклатури продуктів діяльності.
Структура та обсяги підготовки фахівців визначалась РНК СРСР за поданням галузевих Народних Комісаріатів, а після адміністративної реформи п'ятидесятих років до цієї справи залучилися ще Держплани СРСР та союзних республік.
Терміни навчання у ВНЗ установлювалися наказами ВКВШ відповідно до постанов РНК СРСР.
Так, наприклад, наказом ВКВШ від 17.04.1944 року № 146 відповідно до постанови РНК СРСР від 8.04.1944 року № 376 в університетах країни були встановлені наступні терміни навчання:
- на історичному, філологічному, економічному, юридичному та географічному факультетах і на факультетах журналістики та міжнародних відносин — 4 роки;
- на фізико-математичному, хімічному, біологічному, геолого-ґрунтознавчому та філософському факультетах і, також для спеціальності «східні мови та література» на філологічному факультеті — 5 років.
За роки СРСР перелік кардинально не змінювався. По мірі необхідності, із розвитком народного господарства країни, до переліку додавалися нові або з нього вилучалися застарілі спеціальності та кваліфікації. Радянський Союз завершив своє існування з узгодженим переліком кваліфікацій та спеціальностей, що складався з спеціальностей-кваліфікацій: 299 — вищої та 380 — середньої спеціальної освіти.
§    Галузеві стандарти вищої освіти
В умовах адміністративної системи управління плановою економікою Радянського Союзу існувала досить жорстка регламентація номенклатури та кількості первинних посад, для виконання, завдань і обов'язків за якими у ВНЗ країни проводилася підготовка за конкретними спеціальностями. За цією номенклатурою посад у країні здійснювався обов'язковий, іноді примусовий, розподіл випускників. Для майже кожної групи первинних посад, що мали відношення до конкретної спеціальності (фаху), існував свій більш-менш деталізований опис — паспорт спеціальності. На основі такого опису розроблялися типові схеми (технології) підготовки фахівців, здатних виконувати обов'язки первинних посад відразу ж після закінчення ВНЗ.
Ці схеми подавалися у вигляді стандартів ВО за спеціальностями, що мали нормативно визначені структуру та зміст, а саме:
кваліфікаційна характеристика (у термінах «випускник повинен знати, вміти, мати навички»);
типовий навчальний план (графік навчального процесу, перелік навчальних дисциплін, форми навчальних занять та контролю);
типові програми навчальних дисциплін; нормативний зміст навчання (зміст навчальної інформації, наприклад, основних підручників).
У типових навчальних планах і програмах навчальних дисциплін (чи практик) установлювався навчальний час, достатній для засвоєння змісту навчання й остаточного формування у студентів системи знань, умінь і навичок на встановленому у кваліфікаційній характеристиці рівні при застосуванні типової технології навчання.
У повоєнні часи бурхливий розвиток економіки країни, науково-технічна революція, запровадження значної кількості нових технологій тощо призвели до невідповідності стрімкого зменшення часу життя технологій і часу підготовки кваліфікованого фахівця з цих технологій. Вища школа перестала поспівати за вимогами сфери праці. Виникла ситуація, коли представники деяких виробничих галузей самі стали визначати місце фахівця в структурі господарства держави та основні вимоги до нього (тобто соціальне замовлення на конкретного фахівця) у галузевих нормативних документах.
До 1979 року було розроблено майже сто типових професійно-кваліфікаційних моделей керівних працівників виробничих і науково-дослідних установ. Ці документи призначались в основному для застосування у сфері безпосередньої діяльності фахівців та у сфері соціальної практики. У той же час, потрібно було сформувати у працівників системи освіти та фахової підготовки більш чітке уявлення щодо характерних рис майбутньої фахової діяльності випускника навчального закладу, функцій фахівця, засобів і методів його праці, перспектив розвитку галузі, шляхів підвищення кваліфікації, що дало б змогу прогнозовано визначати найефективніші форми й методи організації навчального процесу, застосування відповідних певних засобів навчання.
Враховуючи це, у галузі освіти було розроблено й затверджено структуру кваліфікаційної характеристики фахівців та обумовлено заходи щодо їх розроблення[6].
Такі характеристики усіх спеціальностей створювались у 1980—1982 роках і не в повній мірі задовольняли вищу школу з питань упорядкування, планування організації підготовки кадрів, визначення та використання випускників ВНЗ. Вони не змогли виконати місію фундаменту при визначенні змісту освіти та професійної підготовки фахівців, при розробленні програмно-методичного та інформаційного забезпечення навчального процесу (змісту навчання) і, тим більше, при створенні системи діагностики якості вищої освіти. Їм притаманні були: декларативність, відсутність конструктивності та нездатність бути основою щодо діагностики кваліфікаційних вимог до фахівця. У свою чергу в освітній практиці не виключалась можливість безпосередньої передачі викладачами знань студентам, незалежно від потреби у цих знаннях.
Через це кваліфікаційні характеристики не використовувалися методистами та педагогами ВНЗ при проектуванні системи підготовки. На якість їх розроблення, структуру й зміст майже не зверталось уваги, оскільки від них не залежали вимір та оцінка якості підготовки фахівця.
Необхідність введення випереджаючої підготовки людини до майбутнього стану соціуму викликала потребу у переході до так званих розвиваючих систем освіти, а тому і створення нового покоління кваліфікаційних характеристик, переходом вищої освіти до підготовки фахівців відповідно до тоді щойно уведеного у дію нового переліку спеціальностей та кваліфікацій з вищої освіти.
Ці роботи здійснювалися у ВНЗ протягом 1988—1989 років згідно з Наказом Державного комітету СРСР з народної освіти[7]. Враховуючи недостатню ефективність попередніх кваліфікаційних характеристик щодо управління вищою освітою (ВО), було переглянуто не тільки їх зміст, але й структуру.
Структура кваліфікаційних характеристик вже не розглядалась як  догма і дозволяла певну вільність розробникам щодо її змісту, із тим, щоб структура та зміст відповідали основним принципам методології суб'єктно-діяльнісного підходу, що використовувався при створенні нових кваліфікаційних характеристик експліцитної форми (у вигляді системи конкретних умінь і знань, якими повинен володіти фахівець для виконання своїх функцій у суспільстві).
§ Стандарти вищої освіти вищого навчального закладу
На основі ГСВО за спеціальностями кожен ВНЗ розробляв свій «стандарт організації» (певним чином — СВО ВНЗ) — робочі навчальні плани, робочі програми навчальних дисциплін, навчальні посібники тощо. Змінювати або ревізувати нормативний зміст навчання ВНЗ не мав права. Забезпечення відповідності освіти та фахової підготовки випускників вимогам первинних посад покладалося на випускаючу кафедру (цикл), яка, по суті, повинна була моделювати первинне робоче місце випускника ВНЗ. Можливість подальшої фахової кар'єри забезпечувалася досить вагомою соціально-гуманітарною та професійно-спрямованою фундаментальною підготовкою.

##### Другий етап: розвиток ССВО в 1991—1995 роках
Із здобуттям незалежності перед Україною постала проблема розроблення національної СВО, що з одночасним збереженням надбань вітчизняної вищої школи дало б змогу адаптувати її до нових соціально-економічних умов та інтегрувати у світову систему підготовки фахівців із ВО. Але відмова від регулювання діяльності СВО на підставі науково обґрунтованої регламентації структури та обсягів підготовки фахівців, застосування вольових та суб'єктивних рішень, призвела до численних негативних проявів, в тому числі до порушення відповідності переліку професійних кваліфікацій та спеціальностей потребам суспільства та сфери праці, до значного зниження соціальної захищеності випускників ВНЗ.
Політична й соціально-економічна криза вісімдесятих — дев'яностих років ХХ сторіччя, неефективний менеджмент освіти призвели до того, що після концептуально виваженої[8], але практично ні науково, ні методично, ні організаційно не підтриманої спроби перейти «із коліс» до американської моделі побудови системи вищої фахово-орієнтованої академічної освіти (1991—1994 рр.), вища школа України, з однієї сторони в особі її інституту професури, що сформувався ще за часи СРСР, відкинула навіть найменші намагання спокуситися на корпоративні стереотипи, що формувалися десятиліттями, з іншого боку, була віддана на відкуп керівникам ВНЗ. За умов відсутності розвиненого ринку праці ВНЗ дозволяли собі необґрунтовано змінювати структуру фахової ВО і збільшувати обсяги підготовки фахівців, що відбувалося на тлі законодавчо встановленої можливості комерціалізації освіти[9. С.58-62].
У перші ж три роки своєї незалежності Україна втратила унікальну можливість, спираючись на досвід останніх могікан у сфері освітньої науки й практики та залишки авторитету адміністративно-командної системи управління країною, привести свою СВО до стану, що хоч трошки відповідав би побудові демократичної держави з ринково економікою.
Держава втягнулася у перманентне політично заангажоване реформування системи освіти відповідно до нескінченної низки доктрин, концепцій, положень тощо, що ініціювались владними структурами та в надрах Міністерства освіти України, керівництво та склад якого постійно обновлювався.
Як наслідок, до кінця двадцятого століття в країні з майже півторамільйонної армії студентів кожен третій навчався за спеціальностями економічного або менеджерського напрямів. При цьому не спостерігалося адекватного кадрового формування та збільшення викладацького складу з відповідними науковими ступенями. На економічних і менеджерських факультетах, що відкрилися практично у всіх ВНЗ країни незалежно від форми власності, у викладачів мав місце недостатній рівень перепідготовки до нових умов або викладали практики й представники академічної й галузевої науки, що на той час скорочувалась, і які не мали, у більшості випадків, досвіду педагогічної діяльності. Навчання, по суті, зводилося до трансляції, у кращому випадку, перекладених, а в гіршому, доморослих джерел про «розвинений капіталізм».
Подібне можна було відзначити й у технічних і технологічних напрямках підготовки фахівців. Зниження обсягів промислового виробництва і, отже, зниження потреби в підготовці фахівців, неврегульованість правових і економічних відносин між споживачами випускників ВНЗ і СВО, на тлі зруйнованої системи галузевого замовлення і виробничих практик, привели до різкого зменшення впливу сфери праці на зміст фахової підготовки. Усе це посилилося нормативно дозволеною практикою формування державних екзаменаційних комісій переважно з викладачів ВНЗ або інших осіб, які не мали відношення до сфери використання праці випускників, що, у результаті, призвело до різкого зниження якості фахової ВО.
Вища технічна школа країни багато в чому змогла зберегтися тільки завдяки репродукції технологій учорашнього дня, тиражуючи випускників, на яких майже не було попиту у сфері праці, і для багатьох з них була втрачена можлтвість працювати за спеціальністю.
До 1994 року СВО України діяла переважно на підставі нормативно-методичних документів СРСР та УРСР. Але у зв'язку з намаганням реформувати національну СВО у напрямку її зближення із системами вищої фахово-орієнтованої академічної освіти, поряд із збереженням рівня фахової освіти спеціаліст, законодавством України були введені два рівні, по суті академічної, освіти: бакалавр та магістр. Це потребувало розроблення нового нормативно-правового та нормативно-методичного забезпечення функціонування СВО.
Принципові обмеження, що накладалися ринковою економікою — мінлива кон'юнктура ринку праці, невідповідність стрімкого зменшення часу життя технологій і часу підготовки кваліфікованого фахівця, неможливість передачі фахівцям, що готуються у ВНЗ, конкурентноздатних технологій і ноу-хау, що є інтелектуальною власністю, і багато чого іншого призвели до розуміння того, що, рано чи пізно, але необхідно переходити до західної моделі ВО.
Така модель освіти і фахової підготовки, в ім'я реалізації права кожної людини вільно обирати свій життєвий шлях, вимагала значного часу для соціалізації особистості, і, таким чином, значних інвестицій в освіту. Проте, економіка України ще була не здатною забезпечити своїм молодим громадянам західні стандарти соціалізації. Та й сама. з не подоланою інертністю, національна СВО у зв'язку з масштабністю необхідних перетворень потребувала відповідних значних інвестицій, яких практично не було.
В Україні ще не була створена необхідна інфраструктура взаємин СВО і суспільства, СВО і сфери праці тощо, що породжувало бюджетне фінансування кваліфікаційної підготовки фахівців галузевого призначення.
Однак, умови переходу до західної моделі ВО в Україні були вже закладені — законодавчо була встановлена система освітніх і освітньо-кваліфікаційних рівнів, тобто ведена передумова поділу в практиці ВО одержання академічної й професійної кваліфікацій.
Гальмувала недостатня фахова підготовка управлінського персоналу, методистів і професорсько-викладацького складу до навчання студентів за технологіями західних СВО, що призводила більше до формалізму та хибних дій ніж до якісних перетворень. Характерним було використання технологій фахової освіти в ситуаціях, коли вимагалися технології академічної освіти, і навпаки, поряд з порушенням структури й обсягів підготовки фахівців, несумлінною комерціалізацією ВО, непідготовленим зниженням ролі державних органів регулювання тощо[10].
При цьому, в 1992—1995 роках в Україні почали здійснюватись роботи із створення та впровадження системи ліцензування та акредитації ВНЗ[57-58], з упорядкування нормативно-правового забезпечення функціонування системи вищої фахової освіти[11].
Так, Указом Президента України від 12.09.95 р. № 832/95 «Про Основні напрями реформування вищої освіти в Україні» Міністерству економіки України, Міністерству праці України, Міністерству освіти України, іншим міністерствам та відомствам, що мали у своєму підпорядкуванні ВНЗ пропонувалось вивчити потреби держави у спеціалістах відповідної кваліфікації, проаналізувати характеристики потенціалу ВНЗ та кадрового забезпечення у регіонах (областях), внести зміни щодо обсягу набору студентів у ВНЗ та структури перепідготовки спеціалістів із ВО, вивільнених із галузей народного господарства, розробити науково обґрунтовану методику визначення потреб держави у спеціалістах з різним рівнем кваліфікації та обсягів державного замовлення з урахуванням реальної ситуації на ринку праці.
Міністерству освіти, іншим міністерствам та відомствам, що мали у своєму підпорядкуванні ВНЗ, пропонувалось продовжити роботу щодо впровадження у ВНЗ переліку напрямів підготовки фахівців із вищою освітою за професійним спрямуванням, спеціальностей різних кваліфікаційних рівнів та робітничих професій, внести до нього необхідні зміни та уточнення, розробити державні вимоги щодо ВО, кваліфікаційні характеристики фахівців для всіх освітньо-кваліфікаційних рівнів, передбачених законодавством України, розробити освітньо-професійні програми (ОПП) за відповідним фаховим спрямуванням, єдині вимоги щодо забезпечення належного рівня фундаментальної підготовки, впровадити систему ступеневої підготовки фахівців.
Законом Української РСР «Про освіту» N 1060-XII від 23 травня 1991 року терміни «бакалавр» та «магістр» застосовувалися у системі назв освітніх рівнів, як спроба перейти до американської моделі побудови системи вищої академічної освіти.
Але при побудові системи назв освітніх рівнів був також використаний термін «спеціаліст», що був запозичений із системи фахової ВО колишнього Радянського Союзу.
При послідуючому реформуванні у новому законодавстві про освіту терміни «бакалавр» та «магістр» збереглися, але вже як визначення освітньо-кваліфікаційних рівнів, для чого прийшлося відповідно змінювати їх дефініції[2; 12] у оновленій загальній системі освітніх та освітньо-кваліфікаційних рівнів національної СВО.

##### Третій етап: розвиток ССВО з 1996 року
На тлі попередніх дій з розроблення ССВО у 1996 році Петренко Володимиром Леонідовичем, як науковцем Інституту змісту та методів навчання Міністерства освіти України (надалі — ІЗМН), для методологічної основи організаційно-розпорядчої та методичної документації було запропоновано застосувати суб'єктно-діяльнісний підхід[13]. Також були сформульовані принципи побудови ССВО[14].
Стандарти освіти стали істотним елементом будь-якої національної системи освіти, тип якої визначається політичними, соціально-економічними умовами, традиціями певної країни тощо. У свою чергу тип системи освіти впливає на функції, вид та структуру освітніх стандартів.
Стандарт вищої освіти — сукупність норм, які визначають зміст вищої освіти, зміст навчання, засіб діагностики якості вищої освіти та нормативний термін навчання, де:
Ø зміст вищої освіти — обумовлена цілями та потребами суспільства система знань, умінь і навичок, професійних, світоглядних і громадянських якостей, що має бути сформована в процесі навчання з урахуванням перспектив розвитку суспільства, науки, техніки, технологій, культури та мистецтва;
Ø зміст навчання — структура, зміст і обсяг навчальної інформації, засвоєння якої забезпечує особі можливість здобуття вищої освіти і певної кваліфікації;
Ø нормативний термін навчання — термін навчання за денною (очною) формою, необхідний для засвоєння особою нормативної та вибіркової частин змісту навчання і встановлений стандартом вищої освіти;
Ø якість вищої освіти — сукупність якостей особи з вищою освітою, що відображає її професійну компетентність, ціннісну орієнтацію, соціальну спрямованість і обумовлює здатність задовольняти як особисті духовні і матеріальні потреби, так і потреби суспільства;
Ø засоби діагностики якості вищої освіти визначають стандартизовані методики, які призначені для кількісного та якісного оцінювання досягнутого особою рівня сформованості знань, умінь і навичок, професійних, світоглядних та громадянських якостей. Вони використовуються для встановлення відповідності рівня якості вищої освіти вимогам стандартів вищої освіти і затверджуються спеціально уповноваженим центральним органом виконавчої влади у галузі освіти і науки[2; 10].
Стандартизація вищої освіти в Україні мала здійснюватись з урахуванням положень Державної системи стандартизації (ДСС).
Принципи стандартизації освіти (освітніх послуг) в Україні відносно до процедур розроблення, схвалення чи затвердження стандартів, зокрема наведених у[15], мають ґрунтуватися на тезаурусі стандартизації, що наданий у[16], і відповідати основним положенням Міжнародної організації зі стандартизації[17].
В залежності від рівня органу або організації, що затверджує певний стандарт, за ДСС прийнято розрізняти: державні стандарти освіти, галузеві стандарти освіти та стандарти освіти навчальних закладів, яку б назву вони не носили на час їх затвердження.
Щодо вищої освіти у[9. С.55-56] було зазначено, що існує майже єдиний системо утворюючий чинник, від якого залежать усі інші ознаки, за якими розрізняються тип (побудова та принципи діяльності) системи вищої освіти (СВО). Це ступінь часового то просторового поєднання (роз'єднання) у певних ланках системи процесів освіти та фахової підготовки, завдяки яким особа отримує відповідно кваліфікацію вищої освіти (академічну кваліфікацію) та кваліфікацію (професійну кваліфікацію), а саме:
Ø кваліфікація вищої освіти (академічна кваліфікація) — відповідно до рекомендацій Конвенції щодо визнання кваліфікацій з вищої освіти в європейському регіоні[3] це будь-який документ о наданні ступеню, диплом або інше свідоцтво, що видане уповноваженим органом держави та засвідчує успішне завершення програми вищої освіти.
Ø кваліфікація (професійна кваліфікація) — відповідно до вимог Державного класифікатора професій України[18] (надалі — ДКП) та рекомендацій Міжнародної Стандартної Класифікації Занять[19] (надалі — ISCO) це здатність працівника виконувати завдання та обов'язки конкретної роботи — набору завдань та обов'язків, що виконуються або повинні бути виконані однією особою.
ü Розвиток ССВО на третьому етапі
§ Державний стандарт вищої освіти
Ø для супроводження державної складової ССВО постановою Кабінету Міністрів України від 07.08.98 р. № 1247 «Про розроблення державних стандартів вищої освіти» була встановлена нова структура ССВО [20].
В межах таких робіт по забезпеченню організаційно-розпорядчою та методичною документацією ступеневої вищої освіти України фахівцями Інституту змісту і методів навчання МО України (далі — ІЗМН МО України) та ВНЗ під керівництвом В. Л. Петренка були розроблені за положеннями нормативно-правової бази Державної системи стандартизації та передані в січні 1999 року до МО України для відповідного міжвідомчого узгодження проекти державних компонент Державного стандарту вищої освіти (далі — ДСВО), а саме:
- ДСВО. Переліки кваліфікацій за відповідними освітньо-кваліфікаційними рівнями та напрямів та спеціальностей, за якими здійснюється підготовка фахівців у вищих навчальних закладах за відповідними освітньо-кваліфікаційними рівнями;
- ДСВО. Освітні рівні базової та повної вищої освіти;
- ДСВО. Освітньо-кваліфікаційні рівні молодшого спеціаліста, бакалавра, спеціаліста та магістра.
Визначення державної складової ССВО є справою міжвідомчого характеру. Тільки Кабінет Міністрів України (КМУ) функціонально міг би координувати і контролювати таку роботу відомств.
Певні наукові дослідження та методична підготовка обґрунтування прийняття таких рішень з гармонізації нормативно-правничої бази України у сферах освіти та праці з тією, що, відповідно, мала місце в міжнародній практиці, зокрема — у країнах Європейського союзу, в межах повноважень та на основі функціональних та директивних завдань здійснювались на той час ІЗМН МО України, потім його наступником — Науково-методичним центром вищої освіти МОН України (далі — НМЦ ВО МОН України) та далі наступником центру — Інститутом інноваційних технологій і змісту освіти МОН України (ІІТЗО МОН України). Послідовність дій виглядала наступним чином.
ІІТЗО МОН України на виконання Указу Президента України від 12.09.1995 р. № 832 «Про основні напрями реформування вищої освіти в Україні»[21] та відповідного розпорядження МО України від 26.09.1996 р. № 1/9-25 проводились дослідження щодо удосконалення нормативно-правової бази функціонування національної СВО. Метою досліджень було визначено: при одночасному збереженні надбань вітчизняної системи вищої освіти адаптація СВО до нових соціально-економічних умов в державі та інтеграція у світову систему підготовки фахівців з вищою освітою.
МО України згідно п.15 протокольного рішення Кабінету Міністрів України від 31.07.1998 р. № 29 «Про хід підготовки закладів освіти до початку нового 1998/1999 навчального року» передбачалось завершити перехід ВНЗ на ступеневу освіту та їх забезпечення необхідною організаційно-розпорядчою та методичною документацією. На виконання таких заходів був підготовлений проект Положення про освітньо-кваліфікаційні рівні (ступеневу освіту), яке було затверджено постановою Кабінету міністрів України від 20.01.1998 р. № 65[22].
Крім того, наказом МО України від 27.06.1997 р.№ 232 з 1998/1999 навчального року в Україні передбачався прийом та випуск фахівців згідно з новим Переліком напрямів та спеціальностей, за якими здійснюється підготовка фахівців у вищих навчальних закладах за відповідними освітньо-кваліфікаційними рівнями, що був затверджений постановою Кабінету Міністрів України від 24.05.1997 р. № 507 (далі Перелік-97)[23]. Перелік був вдало структурно побудованим та єдиним для всіх освітньо-кваліфікаційних рівнів саме на умовах наскрізної багатоступеневої освіти за напрямами підготовки і спеціальностями.
Також. з метою усунення ускладнень для ВНЗ, що пов'язані з необхідністю працювати згідно з перехідними навчальними планами та програмами, наказом МО України від 13.11.1997 р. № 405[24] була передбачена можливість здійснення випуску фахівців для наборів до 1998/1999 навчального року згідно з переліком напрямів та спеціальностей, який діяв до 1997 року (Перелік-94).
На той час відповідно до Переліку-94 не існувало жодної затвердженої організаційно-розпорядчої та методичної документації окрім освітньо-професійних програм підготовки молодших спеціалістів та бакалаврів (ці документи на той час не були розроблені майже для 20 % напрямів та спеціальностей Переліку-94, а відповідно до Переліку-97 такої документації звісно не могло і бути).
Тому наказом МО України від 04.03.1998 р. № 86[25] передбачалась розробка нормативного і навчально-методичного забезпечення ступеневої вищої освіти фахівців згідно з Переліком-97 в якості складових державних стандартів вищої освіти. З врахуванням того, що згідно з принципами ступеневої освіти і у відповідності до Переліку-97 в 1998 році у ВНЗ країни вже почалась підготовка молодших спеціалістів та бакалаврів, а початок підготовки спеціалістів та магістрів передбачався не раніше 2001 року, наказом встановлювався термін розробки та впровадження основних галузевих нормативних документів (освітньо-кваліфікаційні характеристики - ОКХ, освітньо-професійні програми - ОПП, засоби діагностики - ЗД) та відповідних до них навчально-методичних документів (навчальні плани, програми навчальних дисциплін тощо).
Вже у 1999/2000 навчальному році передбачався перехід ВНЗ України до нових навчальних планів підготовки фахівців, що повністю відповідали б вимогам Закону України «Про освіту», Указу Президента України від 12.09.1995 р. № 832 «Про основні напрями реформування вищої освіти в Україні», постановам Кабінету Міністрів України від 24.05.1997 р. № 507 та від 20.01.1998 р. № 65.
Для забезпечення успіху зазначених робіт в 1998 році були розроблені вимоги до структури та змісту складових стандартів вищої освіти, методики їх розробки і визначені базові навчальні заклади та склад робочих груп по розробці ГСВО з представників ВНЗ країни, які мали достатньо тривалий успішний досвід підготовки фахівців та участі в діяльності фахових і експертних рад акредитаційних процедур з певної спеціальності, зв'язок з випускниками та установами (виробництвами), замовниками їх підготовки, розуміння на проблемах прогресу конкретної галузі з певних видів економічної діяльності.
Вимоги до ССВО були затверджені постановою Кабінету Міністрів України від 07.08.1998 р. № 1247 «Про розроблення державних стандартів вищої освіти» [20],а перелік базових ВНЗ, методика та склад робочих груп — наказами МО України від 17.06.1998 р. № 222 та від 31.07.1998 р. № 285[26; 27]. Такі рішення були усвідомленими кроками вперед, чому сприяло те, що реформи в освіти мали ще чисто професійний системний і еволюційний характер, не були заполітизовані, була ще певна стабільність і професійність влади та вистачало часу на їх проведення.
Ухвалення саме Урядом всіх складових ДСВО відповідало би таким крокам і вибудовувало би єдину цілісну систему за трьома рівнями (державний, галузевий, ВНЗ) з чітким розподілом цілей, завдань, функцій і відповідальності за кожною ланкою вертикалі прийняття рішень.
У зв'язку з наступними постійними реорганізаціями та кадровими змінами в центральному органі виконавчої влади з управління освітою (МО, Мінмолодьспорт, МОН України). рішення з цього важливого питання не було прийнято своєчасно, хоча положеннями Закону України «Про вищу освіту» (2002 року)[2], що в певній частині базувався і на вищезазначених розробках та рішеннях, таке вимагалось. Це призвело до негативних наслідків у взаємодії галузі освіти і сфери праці, а саме: всупереч діючому законодавству в Україні з 1994 року був відсутній Перелік кваліфікацій вищої освіти саме в професійному розумінні. Як наслідок отримали певну деформацію структури та суттєве зниження якості підготовки фахівців з вищою освітою за напрямами і спеціальностями.
Ø у реформуванні переліків напрямів і спеціальностей вищої освіти, системи стандартів вищої освіти участь складових ДСВО дісталась також і розробленому потім у 2003 році НМЦ ВО МОН України «компромісному» проекту спільного наказу МОН України та Мінпраці України «Про порядок організації та проведення робіт з розроблення, експертизи, узгодження, затвердження і введення в дію системи стандартів вищої освіти, внесення змін до них та здійснення контролю за їх дотриманням, а також про підготовку пропозицій до проекту переліків кваліфікацій та напрямів і спеціальностей вищої освіти».
В ІІТЗО МОН України, в межах завдань якого було визначено обґрунтування, із залученням науково-методичних комісій Науково-методичної ради МОН України (далі — НМК), і формування переліків напрямів та спеціальностей підготовки, а також змін до них, в умовах хибного затягування визначеності долі, складу та тлумачення освітніх і освітньо-кваліфікаційних рівнів при здобутті вищої освіти, її професійного спрямування та місця в підготовці кадрів для конкретних робіт на ринку праці, недосконалості процесів оптимізації та наповнення розділів ДК 003 (керівники, професіонали, фахівці) продовжувався пошук (наприклад,[6; 25]) різних варіантів пропозицій виправлення становища з формування відповідних гармонізованих переліків, зокрема:
• для існуючої системи рівнів: молодший спеціаліст — бакалавр — спеціаліст — магістр);
• для системи: молодший спеціаліст — бакалавр (академічно і професійно-орієнтований) — магістр (академічно і професійно-орієнтований, що успадковує функції спеціаліста);
• для системи: бакалавр (академічного спрямування) — бакалавр (професійно-орієнтований, що успадковує функції спеціаліста) — магістр (наукового спрямування).
В порядку останнього варіанту ІІТЗО МОН України ініціативно в 2006 році був розроблений і наданий в пропозиціях до МОН України для врахування ескізний проект гармонізованого єдиного Переліку бакалаврських та магістерських програм і кваліфікацій в системі вищої освіти України (далі — Гармонізований перелік) за укрупненими групами в структурі Міжнародної стандартної класифікації освіти (далі — МСКО)[28] на основі співставлення вихідних положень:
ü МСКО (назви укрупненої групи освіти, укрупненої галузі освіти, галузі освіти);
ü Національного класифікатора України «Класифікація видів економічної діяльності»;
ü ДК 009:2005 (назви групи видів економічної діяльності) — далі КВЕД[29];
ü Переліку спеціальностей, за якими проводиться захист дисертацій на здобуття наукових ступенів кандидата наук і доктора наук, присудження наукових ступенів і присвоєння вчених звань (назви галузі науки, групи спеціальностей)[30] визначались назви академічних та професійно-орієнтованих програм підготовки бакалаврів і магістрів, назва професійної кваліфікації з відповідних програм за Національним класифікатором України «Класифікатор професій» ДК 003:2005[18].
Гармонізований перелік дозволяв би, з врахуванням принципів структурно-логічної схеми наскрізної чотирьох ступеневої побудови Переліку-97 (молодший спеціаліст-бакалавр-спеціаліст-магістр), перейти до двох ступеневої (бакалавр-магістр) та визначати академічні та професійно-орієнтовані програми для підготовки бакалаврів, програми наукового спрямування з підготовки магістрів. Зберігалась би прозора спадкоємність напрямів та спеціальностей підготовки та визначалась за ними первинна професійна кваліфікація системи праці саме за програмою, за її змістом.
Дискусійним залишалось питання щодо статусу освітньо-кваліфікаційного рівня, що мав успадковувати професійні завдання, які раніше належали до освітньо-кваліфікаційного рівня спеціаліста[31]. Більшість фахівців схилялась в цьому до професійно-орієнтованого магістра. Але ж, статуси інших рівнів теж не були чітко нормативно визначені в структурі діючої неадаптованої системи кваліфікацій, а їх відповідність кваліфікаціям європейського освітнього простору мала би встановити відсутня на той час Національна рамка кваліфікацій (далі — НРК).
Натомість, МОН України було прийнято хибне рішення з формування окремих переліків напрямів і спеціальностей бакалаврської та магістерської підготовки.
Закладені в Гармонізованому переліку принципи співставлення не були враховані при формуванні Переліку напрямів, за якими здійснюється підготовка фахівців у вищих навчальних закладах за освітньо-кваліфікаційним рівнем бакалавра, затвердженому постановою Кабінету Міністрів України № 1719 від 13 грудня 2006 р.[32] (далі — Перелік-2006), що викликало багато нарікань при впровадженні і потребувало ретельного корегування, на рівні створення на заміну практично нового переліку. Зокрема на таке впливала невизначеність функцій, завдань та місця бакалавра в системі праці у співставленні з молодшим спеціалістом.
На ті ж самі граблі на основі нехтування вимогами та положеннями діючих нормативних актів та попереднім досвідом, ще з більшим різноманіттям помилок потрапили розробники Переліку спеціальностей, за якими здійснюється підготовка фахівців у вищих навчальних закладах за освітньо-кваліфікаційними рівнями спеціаліста і магістра, затвердженому постановою Кабінету Міністрів України від 27 серпня 2010 р. № 787 (далі — Перелік-2010)[33].
Йому були притаманні, зокрема:
- підміна професійно-орієнтованих програм підготовки програмами наукового спрямування, без врахування місця майбутнього фахівця у сфері праці, його працевлаштування та мобільності;
- пропонування в занадто великій кількості спеціалізація (або дисциплін, або змістового модуля) як спеціальності, що невиправдано значно збільшило кількість спеціальностей.
Слід зауважити, що об'єктивно кількість спеціальностей, кожна з яких має охоплювати групу видів економічної діяльності за КВЕД, орієнтовно мала би в певному наближенні відповідати кількості зазначених груп. Це і є запорука відповідності національної СВО національному ринку праці і не є протиріччям адаптації України до вимог Болонського процесу в освіті хоча б тому, що національна система праці на той час практично адаптувала КВЕД до міжнародної системи класифікації видів економічної діяльності. Тобто такій підхід відповідав би вимогам Болонської декларації.
Що ж стосується спеціалізацій, то їх кількість в межах спеціальностей не може бути обмеженою, їх спектр має відповідати більш гнучко вимогам часу, потребам регіонів, промисловості, науки, сфер управління, соціального забезпечення тощо, врешті-решт особистості, яка отримує освіту, і тим самим забезпечувати мобільність фахівців. Обмеження спеціалізацій на рівні застосування до них акредитаційних процедур державного управління є порушенням Болонської декларації стосовно поширення автономії університетів, їх академічної незалежності, можливостей вибору замовників навчання та безпосередньо осіб, які бажають отримати обрану професію.
- помилкові підходи щодо визначення узагальненого об'єкта діяльності випускника вищої школи та інше.
Авторами великої кількості пропозицій та укладачами проекту Переліку-2010 були проігноровані положення та вимоги діючої на той час нормативно-правової бази з питань формування державних стандартів вищої освіти (зокрема переліків спеціальностей та кваліфікацій за ними), а саме:
- наказу Міністерства освіти України від 13.11.1997 р. № 405 (додатків 2 та 3) стосовно порядків формування пропозицій з визначення та відкриття нових напрямів і спеціальностей підготовки та їх спеціалізацій;
- Комплексу нормативних документів для розроблення складових системи стандартів вищої освіти, який було введено у дію Наказом МО України від 31.07.1998 р. № 285 із змінами та доповненнями, що введені розпорядженням МОН України від 5.03.2001 р. № 28-р. для реалізації вимог Закону України «Про вищу освіту» (2002 року);
- нормативних документів сфери праці, що мали би при цьому застосовуватись, в тому числі Класифікатора видів економічної діяльності ДК 009—2006, Державного класифікатора професій ДК 003:2005 (далі — ДК 003), галузевих випусків Довідника кваліфікаційних характеристик професій працівників (далі — ДКХПП).
Невиконання вказаних положень та вимог для відповідальних ланок управління та розробників було некоректним з професійної точки зору, мало суб'ективний кон'юнктурний характер.
Розробка та запровадження Національна система кваліфікацій та Національна рамка кваліфікацій було на той час більш актуальним, пріоритетним і нагальним питанням у зв'язку із взятими на себе Україною зобов'язаннями щодо прискорення процесу реформ освіти (згідно з Підсумковим документом від 13 грудня 2006 р. неформальної конференції міністрів освіти країн, що приєдналися до Болонському процесу).
Мали бути враховані міжнародні документи щодо тенденцій розвитку системи освіти і, зокрема, Рекомендації про створення Європейської довідкової рамки забезпечення якості професійної освіти й професійної підготовки (Proposal for a RECOMMENDATION OF THE EUROPEAN PARLIAMENT AND OF THE COUNCIL on the establishment of a European Quality Assurance Reference Framework for Vocational Education and Training, Brussels, 9.4.2008, COM(2008) 179 final), а також матеріали форуму Організації економічного співробітництва й розвитку «Інтернаціоналізація вищої освіти: управління процесом», 3-4 листопада 2003 р., Тронхейм, Норвегія.
Національна система кваліфікацій мала бути визначена як система, яка призначена для забезпечення прозорості, порівнянності, співвіднесеності й визнання кваліфікацій і дипломів і свідчень про освіту з метою розвитку академічної й трудової мобільності громадян країни. НРК повинна була виконувати функцію організуючої системи, яка дозволяє користувачам співвідносити кваліфікації, забезпечувати їхню прозорість і формування довіри при міжнародному зіставленні академічних кваліфікацій.
Різноманітність проблем становлення національних та європейської систем кваліфікацій на той час була ґрунтовно наведена в праці Заслуженого економіста України Мельника С. В., небайдужого до проблем освіти дослідника сфери праці[34].
Серед позитиву і надбань на той час він виділяв зокрема, що у Європі:
• гармонізовано Міжнародну стандартну класифікацію занять — ІSСО-88 (СОМ), яку до 3 знаків застосовують усі країни ЄС. Із 2009 року її мпли скасувати, і ЄС, як і Україна, мали перейти на нову версію — ІSСО-08;
• як правило, успішно функціонують центри із сертифікації (суспільного визнання професійної компетентності) персоналу, у тому числі із підтвердження професійної кваліфікації випускників;
• Європарламентом прийнято Європейську систему кваліфікацій та Європейську кваліфікаційну рамку, що є базою для адаптації національних кваліфікаційних систем. Європейська система кваліфікацій за «Болонським стандартом», прийнятим Бергенським Комюніке 2005 року, являє собою З цикли навчання, які відповідають рівням Міжнародної стандартної класифікації освіти (далі — ІSСЕD-97).
При цьому, Європейська рамка кваліфікацій, в свою чергу, виступає матрицею, таблицею порівняння, адаптації та уніфікації національних систем кваліфікації до європейського узагальненого вигляду, яка включає 8 описуваних рівнів освіти, що покривають весь діапазон як академічних, так і професійних кваліфікацій (вимоги до знань, навичок та компетенцій від рівня найпростіших професій (1 — низькокваліфікована праця) до науково-аналітичної діяльності (8 — доктор філософії). Він звертав увагу також на те, що описувачі (дескриптори) Європейської рамки кваліфікацій зорієнтовано на детальну підготовленість у національних рамках кваліфікацій саме академічних, а не професійних кваліфікацій. Адаптація професійних стандартів країн Європи, розробка Єдиних дескрипторів професій первинного простору для ЄС у контексті їх відповідності європейським освітнім стандартам є питанням спірним, проблемним, невизначеним та таким, що вимагатиме концентрації значних зусиль, ресурсів, взаємопорозуміння з боку урядів, роботодавців та ринків праці країн Європи;
• в рамках ЄС функціонує спеціальна система для допомоги у визнанні та розумінні кваліфікацій населенням Європи — EUROPASS.
Окрім цього він окреслив вдалу Модель національної системи кваліфікацій з підготовки фахівців в Україні, яка могла би слугувати розробленню Національної рамки кваліфікацій (далі — НРК)[35], яка структурно мала за рівнями: v Бакалаврат (Бакалавр із скороченим циклом навчання, Бакалавр «професійний», Бакалавр «академічний»);
v Магістрат (Магістр інтегрований, Магістр «професійний», Магістр «академічний»);
v Докторат (Доктор філософії).
Тільки після офіційного визначення НРК мали би здійснюватись послідовні кроки з перегляду національної системи освіти на державному рівні та, відповідно, підходів до організації і методології самих підготовки й учіння протягом усього життя й розвитку, зв'язків між ними.
Національна рамка кваліфікацій, але непрозорого декларативного характеру, була затверджена наприкінці 2011 року постановою Кабінету Міністрів України від 23 листопада 2011 р. № 1341[36]. Тому до її появи, ухвалення нових нормативних актів революційного характеру, зокрема, Переліку-2006 та Переліку-2010, було передчасним і зайвим навантаженням на сферу вищої школи, особливо враховуючи руйнуючий остаточний принцип уваги до неї як в політичному, так і в соціально-економічному сенсі.
Ø у формуванні проектів нового Закону України «Про вищу освіту»
Безліч проектів та підходів до формування нового Закону України «Про вищу освіту» (зокрема у[37-40]) лише характеризувала хиткий і неврівноважений політико-правовий стан в державі, що впливав на всі сфери життя суспільства.
Новий Закон України «Про вищу освіту» від 01.07.2014 р. № 1556-VII[41] (далі — Закон) став як вихідним компромісом, прикладом змарнування ідеї, логіки мети, очікувань завдяки, в першу чергу, обраному принципу революційності, а не еволюційності (поступальності на основі позитивів досягнутого). Час вимагав лише адаптувати національну СВО до Європейського освітнього простору не руйнуючи загально визнані її позитиви історичного та сучасного ґатунку. Площиною, достатнім для цього, зокрема за[42], міг би стати діючий до того, прогресивно та прогнозовано проектований Закон 2002 року. Це міг би бути шлях поступальних відповідних змін до нього, що підтверджувалось також висновком Головного юридично-правового управління Верховної ради України (далі — Управління) до одного з вище зазначених проектів цього Закону[43].
За висновком Управління: «…інтеграція України в європейський освітній простір не повинна зводитись до сліпого копіювання та механічного перенесення на український грунт зарубіжного досвіду. Це може призвести до повної втрати вищою освітою України її історичних традицій та національних особливостей.».
У найбільш наближеному до змісту нового Закону проекті робочої групи під керівництвом М. Згуровського[40] за дуже багато чого пояснюючим твердженням на той час президента Києво-Могилянської академії С. Квіта [http://osvita.ua/vnz/news/33590/] — «документ має серйозні політичні переваги, оскільки він виходить з експертного середовища, не має жодної партійної чи фракційної приналежності й тому обіцяє бути компромісним у політичних баталіях».
Згідно з[44; 45] головними новелами цього законопроекту порівняно з чинним на той час Законом України «Про вищу освіту» були:
· встановлення рівнів та ступенів освіти;
· ліквідація рівнів акредитації вищих навчальних закладів;
· запровадження академічного та першого наукового ступеня — доктор філософії;
· запровадження Національного агентства з якості вищої освіти та незалежних установ оцінювання та забезпечення якості вищої освіти;
· встановлення нового порядку набуття вищим навчальним закладом статусу національного;
· започаткування дослідницьких університетів;
· закріплення на законодавчому рівні системи зовнішнього незалежного оцінювання;
· розширення автономії вищих навчальних закладів та ін.
Тобто питання, що напряму або опосередковано мали вирішувати поліпшення стандартів якості СВО, її адаптацію до міжнародних систем. До кожного з цих новел у Головного науково-експертного управління ВРУ були надані вагомі фахові зауваження, які в більшості не були враховані в новому Законі з наведених причин.
Крім того, мали місце та не усувались певні негаразди в діяльності СВО[35].
o З встановлення рівнів та ступенів освіти
Державне нормативне розкриття цих тлумачень мало би визначатись не за формою непрозорої, але ухваленої на державному рівні; Національної рамки кваліфікацій, а, наприклад, за формою складової Державного стандарту вищої освіти — «ДСВО. Освітньо-кваліфікаційні рівні вищої освіти».
o Із запровадження Національного агентства з якості вищої освіти (далі — НАЗЯВО) та мережі незалежних установ оцінювання і забезпечення якості вищої освіти
Мала місце назріла реформуюча дія, яка вже реалізовувалася в світовій практиці[34; 46]. Так, Європейський реєстр агенцій із забезпечення якості вищої освіти було створено 04.03.2008 р. Цього ж дня Україна приєдналася до нього. Передбачалось, що буде утворено Національну агенцію і в Україні, окрім іншого, для визнання дипломів, кваліфікацій та наукових ступенів. Це мала би бути перша інституція нового типу в країні, яка намагається гармонізувати освітньо-професійну систему[34].
Проте, і ця ідея була спотворена в Законі недосконалістю та протиріччями законодавчого визначення положень щодо НАЗЯВО, його місця, статусу, повноважень в прийнятті рішень тощо в загальній системі забезпечення якості освіти, що досить ретельно було наведено в[47; 48].
Розміщення в Законі детального опису практично положення НАЗЯВО визнавалось помилковим. То мав би бути окремий підзаконний акт з більш ширшим описом і тлумаченнями проблемних питань, на які зверталась увага в[47; 48], та більш гнучким в часі.
Крім того, у положеннях того нового Закону з формування керівного кадрового складу НАЗЯВО щодо урахування прийняття рішень більшістю голосів закладались відсутність паритетності на користь освітньої галузі та послаблення ролі роботодавців, підприємницьких і професійних союзів тощо. Такий паритет мав би бути і в структурних підрозділах агентства.
Зокрема, на заміну ліквідованих в минулому в акредитаційній системі фахових рад (помилково або можливо і спеціально, щоб не заважали кон'юнктурним рішенням), дійсно мали би стати відповідні незалежні фахові агенції.
Це той науково-педагогічний та фаховий потенціал, який спроможний забезпечити одну із пріоритетних функцій НАЗЯВО — створення стандартів вищої освіти 3-покоління на компететнісній основі на потребу підготовки кадрів для конкретних видів діяльності за КВЕД, тобто галузевого ґатунку.
Попередження щодо можливих негараздів революційного, а не еволюційного, розвитку ССВО в Україні мало місце за висловом її фундатора та першопрохідця Петренка В. Л.: «Болонський процес в Європейському освітньому просторі не з'явився випадково. Випускники академічної освіти масово не знаходили себе на ринку праці, і змушені були витрачати час на подальше, досить вагоме в часі, навчання з професійного профілю. Тому, і виникло питання професіоналізації освіти безпосередньо у вищих. Успішний досвід поєднання надання академічної та професійної освіти був традиційним в СРСР і дістався нам у спадок. Якість, гарантії працевлаштування та мобільності, головні критерії процесу, були об'єднаючою метою в умовах євроінтеграції. Тому, вважаю, що в світовій практиці, в тому числі і в Європі, є багато варіантів побудови національних систем освіти, але нам треба дуже обережно підходити до реформування власної. Комплексно і системно з урахуванням можливостей, економічних та соціальних, у тому числі продуктивного часу людини, вказаних критеріїв.»[49].
§ Галузеві стандарти вищої освіти
У підготовці студентів до фахової діяльності статус основного нормативного документа мав бути відданим ОКХ, як складової ГСВО, що узагальнює зміст фахової освіти, тобто відображає цілі освіти та фахової підготовки студентів.
Фахову діяльність (професію) потрібно визначити як рід практичної діяльності у вирішенні завдань різного типу й проблем, яка має певний продукт діяльності (процес або предмет), створений своїми особливими методами та засобами.
Структура ОКХ повинна складатися із системи типових професійних, соціально-виробничих і побутових задач діяльності та умінь їх вирішувати на певному рівні, до чого має бути підготовлений майбутній фахівець. Тільки у цьому випадку ОКХ фіксує стандарт якості фахової підготовки — норму фахової діяльності, яка відповідає спеціальності випускника ВНЗ та кваліфікації, що присвоюється.
Крім того, ОКХ повинна дозволяти на підставі аналізу фахової діяльності прогнозувати, планувати, проектувати та організовувати діяльність СВО щодо підготовки кадрів із ВО, в тому числі ще й навчальну діяльність у ВНЗ. Галузі, як замовники підготовки фахівців, повинні брати активну участь у всіх стадіях управління якістю фахової підготовки, особливо на стадії прогнозування та планування, тобто брати участь у розробленні ОКХ.
Враховуючи важливість вирішення проблем суспільного (у тому числі міжнародного) поділу праці в умовах ринкової економіки, світова спільнота виробила концепції роботи та кваліфікації[19]. Вітчизняний досвід суспільного поділу праці акумульований у кваліфікаційних довідниках, наприклад і насамперед у послідовності від нормативів державного рівня до рівня конкретної професії працівника, а саме: у Державному класифікаторі видів економічної діяльності[29] (надалі — КВЕД); ДКП[18]; галузевих випусках Довідника кваліфікаційних характеристик професій працівників[50] (надалі — ДКХПП) та галузевих посадових інструкціях. У цих нормативних документах сфери праці наголошується: виконання певної фахової діяльності потребує від фахівця відповідної кваліфікації, що у свою чергу є неможливим без оволодіння ним необхідним рівнем освіти. Це досягається завдяки реалізації певних ОПП, що має в цілому відповідати колу та складності професійних завдань та обов'язків, окреслених в ОКХ.
Метою освіти також мало стати «… усебічний розвиток людини як особистості та найвищої цінності суспільства, розвиток її талантів, розумових і фізичних здібностей, виховання високих моральних якостей, формування громадян, здатних до свідомого суспільного вибору…»[12].
Вимоги до соціально-значущих властивостей та якостей випускника ВНЗ мали бути визначені певною складовою у тому ж нормативному документі у вигляді системи здатностей та умінь вирішувати певні проблеми й задачі соціальної діяльності, тобто у вигляді системи компетенцій.
Система компетенцій повинна віддзеркалювати в комплексі професійні, світоглядницькі, гуманітарні, культурні та особистісні вимоги, що пред'являються основними цілеформуючими суб'єктами ВО (світове співтовариство; суспільство; галузі економічної діяльності — споживачі випускників ВНЗ) до виховання майбутнього фахівця та формування у нього загальних та спеціальних здатностей[51; 52].
При створенні методики розроблення галузевих стандартів ВО виникла проблема відсутності технології відбору змісту освіти з подальшою його трансформацією у зміст навчання, що мала би відповідати усім чотирьом задекларованим принципам побудови системи стандартів ВО[13; 14]:
Цілеспрямованості — послідовної реалізації вимог законодавчих актів України за усіма компонентами нормативного й навчально-методичного забезпечення підготовки фахівців потрібного освітньо-кваліфікаційного рівня.
Прогностичності — формування змісту освіти, що забезпечує здатність індивіда виконувати задачі діяльності, які можуть виникнути в майбутньому, та передбачення можливості засвоєння змісту навчання індивідом із точки зору його соціально-генетичних здібностей.
Технологічності — забезпечення безперервності й послідовності реалізації етапів розробки нормативної та навчально-методичної документації, за якою результати робіт на попередньому етапі є похідними даними для роботи на наступному.
Діагностичності — забезпечення можливості вимірів рівня досягнення та ефективності, сформульованих в освітньо-кваліфікаційній характеристиці і реалізованих на основі освітньо-професійної програми цілей освітньої та професійної підготовки.
Кожне уміння із системи умінь має бути визначене у вигляді узагальненої структури діяльності, що є адекватною відповідній типовій задачі діяльності або здатності. Тобто, у визначенні змісту кожного уміння має бути обов'язково віддзеркалені п'ять елементів структури діяльності суб'єкта діяльності: предмет, засіб, умови, процедура та продукт діяльності[51]
При цьому, кожне уміння повинно адаптуватися у відповідний зміст навчання та бути діагностичним і мати можливість перевірити рівень його сформованості у особи, яка навчається, відомими на час перевірки методами.
Кожен елемент структури діяльності стає основою відповідних навчальних елементів — одиниць структури інформації, що лежить у підґрунті змісту навчання. Певним чином навчальні елементи, згруповані у змістові модулі (модулі змісту), складають основу структури ОПП.
Структура ОПП у вигляді системи змістових модулів (груп), що була запропонована Петренко В. Л.[13; 14; 51; 52] ще у 1997 році, далекому до майбутнього Болонського процесу в Україні, закладала основу для переходу національної СВО до кредитно-модульної системи організації навчального процесу та забезпечення академічної автономії ВНЗ.
Запропонована при цьому структура та зміст засобів діагностики якості ВО (ЗД) мали не тільки визначати технологію діагностики, а й конкретизувати і зміст того, що мало бути перевіреним.
У підсумку, така методика (технологія) створення ОКХ в експліцитній формі, ОПП у формі системи змістових модулів та ЗД у формі системи навчальних елементів, що діагностуються, за своїми результатами є еквівалентом методиці (технології) відбору змісту освіти з подальшою його трансформацією у зміст навчання (в ОПП, у програми навчальних дисциплін, в навчальні тексти тощо), засвоєння якого студентами веде до задоволення вимог ОКХ.
Міносвіти України доручило групі фахівців ІЗМН та деяких ВНЗ (в тому числі на той час: Національного аерокосмічного університету «ХАІ», Національного технічного університету України «КПІ», Національного університету «ЛП», Національної гірничої академії України, Київського національного університету будівництва й архітектури, Київського національного торговельно-економічного університету, Львівського державного сільськогосподарського інституту, Львівського державного сільськогосподарського інституту, Східноукраїнського національного університету, Харківського державного університету, Національної металургійної академії України та інші), а також Науково-дослідного інституту соціально-трудових відносин Міністерства праці та соціальної політики України розробити науково обґрунтоване нормативно-правове та методичне забезпечення відповідного реформування СВО. Методика розроблення галузевих стандартів ВО формувалася протягом 1997—1998 років і була затверджена наказом відомства[27].
У методиці була застосована формула визначення змісту уміння та закріплено положення, що змістовий модуль має бути нормативним або варіативним, а навчальна дисципліна — тільки рекомендованою. У цьому випадку кожен ВНЗ відповідно до особливостей організації навчального процесу та професіоналізму науково-педагогічних та педагогічних кадрів має змогу використовувати ту, чи іншу освітню технологію і змагатися з іншими ВНЗ в конкурентоздатності. Якість ВО стало можливим об'єктивно визначити тільки на підставі аналізу засобами діагностики результатів опанування певної ОПП особами, які навчаються, а не контролюючи лише процес навчання.
Еволюційний розвиток сфери освіти здатна забезпечити національна ССВО за методологією та структурно-логічною схемою діяльнісного підходу її провідного фундатора (знання, уміння, навички, здібності), що передбачав та мав у своїй основі можливості не обтяжуючого переходу до ГСВО на компетентнісній основі (знання, уміння, навички, здібності як компетентності).
У зв'язку з існуючим в міжнародному освітньому середовищі багатоваріантним та дискусійним тлумаченням поняття «компетентність» у 2009 році в[35] пропонувалось, як варіант, спрощене ключове визначення при послідовному переході в дусі Болонського процесу від ГСВО на основі методології діяльнісного підходу (1997—2010 рр.) до ГСВО за компетентнісним підходом наступним чином: «Щоб виконати компетентно  функціональне завдання фахівець має з використанням знань, умінь, навичок та здібностей вирішити відповідні завданню задачі, що належать до процедурних (технологічних) компетенцій фахівця».
Наведене було противагою деяким переконанням, що на жаль безпідставно розповсюджувалися з певними метою або за непорозумінням щодо того, що компетентнісний підхід це щось нове і відрізняється докорінно від діяльнісного.
Тобто, компетентнісний підхід є наступною еволюційною фазою розвитку діяльнісного підходу у формуванні ГСВО із збереженням національного досвіду професійної підготовки фахівців з вищою освітою в умовах інтеграційних процесів глобалізації освітніх систем та підходів до понять забезпечення якості освіти.
В цьому сенсі ОКХ, як перша складова ГСВО, відіграє роль освітнього технічного завдання як основи формування наступних складових — ОПП та ЗД. (без різниці для регульованих чи нерегульованих спеціальностей). Тобто є перехідною від професійних стандартів певної галузі економічної діяльності чи вподобань інвесторів-роботодавців.
Введення шифрування (функцій, задач, умінь та на їх основі здатностей, і, нарешті, самих компетентностей), лякало багатьох розробників ГСВО за непорозумінням, що робиться воно цілком механічно і умовно структуровано лише наприкінці формування змісту ОКХ. Шифрування мало за мету упередити повтори процедурних (технологічних) модулів поза межами основної дисципліни. В інших дисциплінах ОПП на такі модулі здійснюють лише посилання, як на пов'язані допоміжні та вже відомі слухачеві, Але завдяки цьому здійснюється оптимізація навчального процесу за ОПП та забезпечується в ЗД однозначність в оцінці рівня вирішення задачі певної компетенції за професією чи видом діяльності.
Рівень компетентності фахівця з певного завдання визначається як інтегральна оцінка за рівнями оцінки вирішення задач фахівцем, що належать до його відповідних до задач компетенцій за професією чи видом діяльності.
Рівень компетентності фахівця за певною функцією (функціональна компетентність) визначається інтегрально за оцінками рівнів компетентності фахівця з виконання завдань, що належать до цієї його функції (наприклад: проектувальна, управлінська, організаційна тощо за стандартами чи вимогами професії чи виду діяльності).
Рівень компетентності фахівця в цілому за професією чи діяльністю (загальна компетентність) визначається інтегрально за оцінками рівнів компетентності фахівця з виконання функцій, що належать до його професії чи виду діяльності.
Таким чином, на основі ГСВО компетентнісного формування як перехідного від ГСВО діяльнісного формування пропонувалась не декларативна без інструментів виміру, а цілісна та реальна, проста за схемою та логікою побудови технологія виміру компетентності фахівця з вищою освітою за професією чи видом діяльності.
Відповідний проект Методичних рекомендацій з розроблення складових галузевих стандартів вищої освіти (компетентнісний підхід), був розроблений в ІІТЗО МОН України (далі — Методичні рекомендації)[53], Ці рекомендації були розроблені з метою реалізації Указу Президента України «Про заходи щодо пріоритетного розвитку освіти в Україні» від 30 вересня 2010 р. № 926[54], постанови Кабінету Міністрів України від 27 серпня 2010 р. № 787 «Про затвердження переліку спеціальностей, за якими здійснюється підготовка фахівців у вищих навчальних закладах за освітньо-кваліфікаційними рівнями спеціаліста і магістра»[55] та на виконання пункту 7 відповідного наказу Міністерства освіти і науки України від 09.11.2010 р. № 1067, а також на виконання пункту 2 протоколу № 3 від 11 травня 2012 року засідання робочої групи з розроблення новітніх стандартів вищої і професійно-технічної освіти.
Методичними рекомендаціями була врахована практика в питаннях порядку розроблення, подання, експертизи, погодження і затвердження нового покоління галузевих стандартів вищої освіти[56], а також з впровадження попереднього подібного проекту ІІТЗО МОН України, надісланого до робочих груп з розроблення ГСВО листом МОН України від 31.07.2008 р. № 1/9-484 на виконання пункту 5.1 Наказу МОН України від 11.10.2007 р. № 897 «Про створення робочих груп з розроблення галузевих стандартів вищої освіти», котре теж гальмувалось на фоні «політичних баталій», які хоч не хоч а досить вагомо впливали на якість дій МОН України та ВНЗ[57].
Але, хоча методика складання ГСВО за Методичними рекомендаціями була універсальною для будь якого освітньо-кваліфікаційного ступеня (на той час — рівня) вищої освіти, також мало витратна, послідовна з структурно-логічною схемою ГСВО другого покоління, її впровадження було відкладено МОН України з посиланням на першочерговість процесів розгляду законодавцями на той час різнобарв'я вже зазначених проектів нового Закону на заміну Закону України «Про вищу освіту» (2002 року).